# Kamen Rider: Dragon Knight
Kamen Rider: Dragon Knight est une série télévisée américaine de type Tokusatsu diffusée sur The CW4Kids en 2009. Elle est l'adaptation de la série japonaise Kamen Rider Ryuki, diffusée en 2002 sur TV Asahi. Avec un total de 40 épisodes, sa diffusion a été interrompue à l'épisode 38 à la suite d'audiences jugées insuffisantes.
Elle bénéficiera cependant d'une diffusion en VàD et DVD en version doublée au Japon, puisque les producteurs de Toei y sont directement impliqués. Un Special Event, comme il se fait avec Den-O et W à ce moment-là, a également eu lieu.